# Rob Pike
Rob Pike (ur. 1956) – programista, znany z pracy w Bell Labs, gdzie wchodził w skład zespołu tworzącego system operacyjny UNIX. Poza tym zajmował się tworzeniem systemów operacyjnych Plan 9 i Inferno, a także języka programowania Go, Newsqueak oraz Limbo.
Pracował nad stworzeniem graficznego terminala Blit dla systemu operacyjnego Unix, a poprzednio zaprogramował w 1981 r. pierwszy okienkowy system dla Uniksa.
W czasie swojej pracy programistycznej napisał wiele edytorów tekstowych, z których Sam i Acme są najbardziej znane, wciąż używane i rozwijane.
Rob Pike z Brianem Kernighanem jest współautorem książek The Practice of Programming i The Unix Programming Environment. Z Kenem Thompsonem współtworzył UTF-8. Pike jest także autorem mniej znanych projektów, jak np. program Vismon do wstawiania podobizn autorów w systemie wewnętrznego e-maila.
Pojawił się raz w programie Late Show with David Letterman, jako konsultant techniczny komików Penn and Teller.
Aktualnie jest zatrudniony przez firmę Google, gdzie prowadzi badania nad systemami rozproszonymi, eksploracją danych i językami programowania.

## Publikacje
- Rob Pike, Brian Kernighan: The UNIX Programming Environment. Prentice Hall, 1984. ISBN 978-0139376818. Brak numerów stron w książce
- Rob Pike, Brian Kernighan: The Practice of Programming. Addison Wesley, 1999. ISBN 978-0201615869. Brak numerów stron w książce
- Martin Atkins, Rob Pike, Howard Trickey: The Inferno Programming Book: An Introduction to Programming for the Inferno Distributed System. John Wiley & Sons, Ltd., 2005. ISBN 978-0470849712. Brak numerów stron w książce